# 吕会会
吕会会（1989年6月26日—）是中国河南新乡市长垣县人，2012年1月成为中国國家隊标枪运动员，在2012年伦敦奥运会标枪决赛中投出63.70米的成績位列第五名，创造中国参加奥运会以来女子标枪的最好成绩。
2015年8月30日，她在北京鸟巢举办的2015年世界田径锦标赛上以66.13米的成绩获得女子标枪银牌，并且创造了新的亚洲纪录。
2016年8月18日，她在里约奥运会女子标枪决赛中以64.04米的成绩排名第七位。
2017年8月，她以65.26米的成绩获得2017年世界田径锦标赛女子标枪铜牌。
2019年5月18日，呂會會以打破賽會紀錄的66米89的成绩夺得鑽石聯賽上海站女子标枪冠军。
2019年7月11日，呂會會以打破亞洲紀錄的67米83奪得全国田径锦标赛女子標槍冠軍。

## 外部連結
- 吕会会在World Athletics（英语）
- 吕会会在Diamond League（英语）
- 吕会会在Olympics.com（英语）
- 吕会会在Olympedia（英语）